# Dinko Tomašić
Pour les articles homonymes, voir Tomašić.
Dinko Antun Tomašić (1902-1975) était un sociologue et un universitaire croate. Il est né à Smokvica sur l'île de Korčula en Croatie. Il a étudié le droit à l'université de Zagreb et à Paris et enseigné à Zagreb.
Après son immigration vers les États-Unis en 1943, il est devenu un membre du corps enseignant à l'université de l'Indiana.
Il a également travaillé pour l'Armée de l'Air des États-Unis et pour Radio Free Europe.
Tomašić était l'auteur de nombreuses publications sur de divers aspects de la sociologie des relations internationales.

## Publications
- « Sociology in Yugoslavia » in the American Journal of Sociology (avec un chapitre « Sociology in Croatia »), 1941
- The Impact of Russian Culture on Soviet Communism (titre traduit : L'impact de la culture russe sur le communisme soviétique), Glencoe: Free Press, 1953,  (ISBN 1-121-82476-5)
- Personality and Culture in Eastern European Politics (titre traduit : Personnalité et culture dans les politiques européennes orientales), MIT Press, 1948,  (ISBN 0-262-20002-3)
- An account on the reactions of a Serb village community in Croatia to recent social and ideological innovations Institute of East European Studies (titre traduit : Réactions d'une communauté serbe d'un village en Croatie à l'introduction récente d'innovations sociales et idéologiques), Indiana University, 1950, ASIN: B0006CZOFI
- The problem of unity of world communism (titre traduit : Le problème de l'unité du monde de communisme), Marquette University, Slavic Institute, 1962, ASIN: B0006BT9Q4

### Autres
- (en) Stjepan G. Meštrović, Slaven Letica and Miroslav Goreta, 1993, Habits of the Balkan Heart, Texas A & M University Press, College Station, Texas,  (ISBN 0-890-96593-5) (Une interprétation culturelle de l'effondrement du communisme en ancienne Yougoslavie qui cite fréquemment le travail de Dinko Tomašić)

## Voir également